# Metropolia Armagh
Metropolia Armagh – jednostka administracyjna kościoła rzymskokatolickiego obejmująca obszar Irlandii Północnej oraz Irlandii.
W skład metropolii wchodzą następujące diecezje:
- Archidiecezja Armagh
  - Diecezja Clogher
  - Diecezja Derry
  - Diecezja Down-Connor
  - Diecezja Dromore
  - Diecezja Kilmore
  - Diecezja Meath
  - Diecezja Raphoe
  - Diecezja Ardagh i Clonmacnoise